# CWTS Leiden Ranking
De CWTS Leiden Ranking is een jaarlijkse ranglijst van universiteiten gemeten naar de kwaliteit van het wetenschappelijk onderzoek. De ranglijst wordt samengesteld door het Centrum voor Wetenschap en Technologische Studies (CWTS) aan de Universiteit Leiden.
Anders dan andere ranglijsten van universiteiten, die deels gebaseerd zijn op peilingen onder academici, gebruikt de Leiden Ranking louter bibliometrische maatstaven. De bibliografische databank Web of Science van Thomson Reuters wordt gebruikt als bron van wetenschappelijke publicatie- en citatiegegevens.
De Leiden Ranking is een ranglijst van universiteiten wereldwijd gemeten naar aantal wetenschappelijke publicaties en de citatie-impact van die publicaties. De methodologie houdt rekening met verschillen in taal, vakgebied en grootte van de instelling. Er worden ranglijsten samengesteld naar een reeks verschillende maatstaven, waaronder aantal publicaties, gemiddeld aantal citaties per publicatie, en citatie-impact per publicatie genormaliseerd naar vakgebied. Daarnaast worden universiteiten ook gemeten naar wetenschappelijke samenwerking, waaronder de hoeveelheid publicaties die met onderzoekers aan andere instellingen zijn geschreven en de hoeveelheid publicaties die met onderzoekers in het bedrijfsleven geschreven zijn.
De eerste ranglijst werd in 2007 samengesteld. In 2014 omvatte de ranglijst 750 universiteiten wereldwijd. Deze werden geselecteerd op basis van het aantal publicaties door onderzoekers aan die instellingen in de periode 2009–2012 in zogenaamde core journals, gedefinieerd als Engelstalige wetenschappelijke tijdschriften met een internationale insteek en een relatief groot aantal referenties in de Web of Science-databank.

## Resultaten

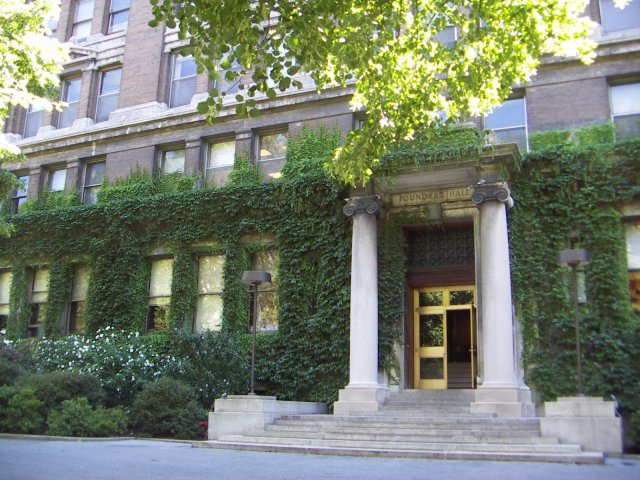
Rockefeller University was nummer één in 2014 gemeten naar citatie-impact

De top 20 wordt, net als in andere ranglijsten, gedomineerd door Amerikaanse universiteiten. In 2014 stond Rockefeller University bovenaan wat betreft citatie-impact, gemeten naar zowel gemiddelde citatiescore als gemiddelde genormaliseerde citatiescore, alsmede de proportie van de publicaties die tot de top 10% in hun vakgebied behoren. Opvallend is dat Britse universiteiten zoals Oxford en Cambridge het in de Leiden Ranking slechter doen dan in andere ranglijsten, zoals de Times Higher Education World University Rankings en QS World University Rankings, die deels gebaseerd zijn op peilingen onder academici.
Gemeten naar samenwerking met andere universiteiten (de proportie publicaties die samen met andere instellingen geschreven zijn) staan de Nationale Yang-Ming-universiteit en twee andere Taiwanese universiteiten bovenaan in 2014, gevolgd door universiteiten in Frankrijk, het Verenigd Koninkrijk en een reeks andere Europese landen. De Koning Abdoel Aziz-universiteit en Koning Saud-universiteit in Saoedi-Arabië stonden bovenaan de ranglijst in 2014 gemeten naar internationale samenwerking.
Van de Nederlandse universiteiten staat Leiden (53e) het hoogst genoteerd in 2014 gemeten naar de proportie van de publicaties die tot de top 10% in hun vakgebied behoren, gevolgd door de Vrije Universiteit (64e) en de Universiteit Utrecht (77e).  De hoogstgenoteerde universiteit van België in deze ranglijst is de KU Leuven (115e). Gemeten naar gemiddelde genormaliseerde citatiescore staat Utrecht (36e) bovenaan in Nederland en Leuven (119e) bovenaan in België.
Gemeten naar samenwerking met andere instellingen is de Universiteit Maastricht (34e) de nummer één in Nederland en de Universiteit Antwerpen (40e) de nummer één in België. Wat betreft internationale samenwerking staan de Université libre de Bruxelles (13e) en andere Belgische universiteiten wereldwijd hoog genoteerd.

## Maatstaven
The Leiden Ranking meet universiteiten naar de volgende maatstaven:

### Citatie-impact
- MCS - mean citation score, gemiddelde citatiescore. Het gemiddelde aantal citaties van de publicaties van een universiteit.
- MNCS - mean normalized citation score, gemiddelde genormaliseerde citatiescore. Het gemiddelde aantal citaties van de publicaties van een universiteit, genormaliseerd naar verschillen per vakgebied en publicatiejaar. Een MNCS-score van 2 bijvoorbeeld betekent dat de publicaties van een universiteit twee keer zoveel zijn geciteerd als het wereldwijde gemiddelde.
- PP(top 10%) - proportie van de top 10% publicaties. De proportie van de publicaties van een universiteit die behoren tot de top 10% meest geciteerde publicaties wereldwijd in hetzelfde vakgebied en publicatiejaar.

### Wetenschappelijke samenwerking
- PP(collab) - proportie van publicaties met interinstitutionele samenwerking. De proportie van de publicaties van een universiteit die in samenwerking met een of meerdere andere instellingen tot stand gekomen zijn.
- PP(int collab) - proportie van publicaties met internationale samenwerking. De proportie van de publicaties van een universiteit die in samenwerking met instellingen uit een of meerdere andere landen tot stand gekomen zijn.
- PP(UI collab) - proportie van publicaties met commerciële samenwerking. De proportie van de publicaties van een universiteit die in samenwerking met commerciële ondernemingen tot stand gekomen zijn.
- PP(<100 km) - proportie van publicaties met korteafstandssamenwerking. De proportie van de publicaties van een universiteit die in samenwerking met instellingen op minder dan 100 km afstand tot stand gekomen zijn.
- PP(>1000 km) - proportie van publicaties met langeafstandssamenwerking. De proportie van de publicaties van een universiteit die in samenwerking met instellingen op meer dan 1000 km afstand tot stand gekomen zijn.

## Kritiek
In een artikel in 2010 stelde Loet Leydesdorff van de Universiteit van Amsterdam vraagtekens bij de methode die de Leiden Ranking gebruikt om citatie-impact te normaliseren per vakgebied. De gemiddelde genormaliseerde citatiescore (MNSC) van de Leiden Ranking hanteert de ISI-classificatie van vakgebieden, afkomstig uit Web of Science. Deze is volgens Leydesdorff niet ontworpen voor bibliometrische evaluatie, maar alleen voor het vinden van informatie. Een ander kritiekpunt is dat het normaliseren op een hoger aggregatieniveau, niet op het niveau van individuele publicaties, meer gewicht geeft aan oudere publicaties en aan publicaties in vakgebieden waar traditioneel meer geciteerd wordt.